# Néolithique du Fayoum
 (novembre 2024).
Si vous disposez d'ouvrages ou d'articles de référence ou si vous connaissez des sites web de qualité traitant du thème abordé ici, merci de compléter l'article en donnant les références utiles à sa vérifiabilité et en les liant à la section « Notes et références ».
Pour les articles homonymes, voir Fayoum.
La culture du Fayoum A, ou Néolithique du Fayoum, est une culture néolithique de Basse-Égypte, qui s'est développée dans la région de l'actuelle oasis du Fayoum d'environ 5000 à 3800 av. J.-C. Les agriculteurs du Fayoum maitrisaient la poterie.

## Origine
Des preuves de cultures néolithiques à proximité de la vallée du Nil ont été découvertes dans le nord de l'Égypte, dans l'oasis du Fayoum. Ces cultures néolithiques sont apparues un peu avant celles de Moyenne et Haute Égypte et à proximité de la haute vallée du Nil actuel. Elles présentent des étapes bien développées du Néolithique, y compris la culture de céréales et la sédentarisation, ainsi que la production de poterie à partir de la fin du 6e millénaire avant l'ère commune.
Ce n'est qu'autour de 6100 av. J.-C. que des sites relevant du Néolithique du Fayoum apparaissent en basse vallée du Nil.
Un peu plus tard, à la suite de l'événement climatique de 5900 AP et la désertification du Sahara aurait conduit ses habitants à refluer vers le Nil et à adopter à leur tour un mode de vie sédentaire, vers 3900 av. J.-C..
Pour les uns, l'introduction de l'agriculture en Égypte est due à des colons venus du Levant. Toutefois, des régions d'Afrique ont développé indépendamment l'agriculture peu après le Proche-Orient, comme les hauts plateaux éthiopiens ou le Sahel. Ainsi, pour d'autres, les premières populations agricoles du Fayoum, de Mérimdé et de Badari, seraient les populations nilotiques africaines locales.

## Description
Le tissage est attesté pour la première fois au cours de la période du Fayoum A.
La population de cette culture enterrait ses morts à proximité ou même à l'intérieur des maisons, et cela contrairement aux rites ultérieurs des Égyptiens.